# Duton Hill
Duton Hill is een plaats in het bestuurlijke gebied Uttlesford, in het Engelse graafschap Essex. Het maakt deel uit van de civil parish Great Easton. Het gehucht telt negen als monument geregistreerde panden waaronder woonhuizen, schuren, een herberg en een duiventil.